# Émile Eddé
Émile Eddé (arab. إميل أده, ur. 5 maja 1883, zm. 27 września 1949) – libański polityk, dwukrotnie był prezydentem Libanu (1936–1941 i w 1943), w latach 1929–1930 premier, przewodniczący Zgromadzenia Narodowego (1924–1925), założyciel Libańskiego Bloku Narodowego.